# 婚姻家庭咨询师
婚姻家庭咨询师是为在恋爱、婚姻、家庭生活中遇到各种问题的求助者提供咨询服务的人员，为一新兴职业。

## 发展情况

### 中国大陆
2007年4月，中华人民共和国劳动和社会保障部发布第九批新职业，婚姻家庭咨询师名列其中，目前是中国大陆地区婚姻家庭咨询领域唯一的国家级职业，也是婚姻介绍从业人员的必备资质之一。2009年6月，北京举行了大陆地区首次婚姻家庭咨询师职业资格认证考试；同年7月，公益性质的行业论坛“婚姻家庭咨询师之家”成立并向外开放；同年12月，北京举行了首届婚姻家庭咨询师行业年会，并通过了《中国婚姻家庭咨询师自律宣言》；2010年11月，大陆地区婚姻家庭咨询师行业第二次年会在山东济南举行，并通过《中国婚姻咨询行业促进宣言》。截至2010年12月，大陆共有持证婚姻家庭咨询师近千人。